# Krik i bijes
Krik i bijes (eng. The Sound and the Fury)  je roman američkog književnika Williama Faulknera, prvi put objavljen 1929. To je njegovo prvo djelo koje koristi tehniku struje svijesti. Faulkner je uz Jamesa Joycea i Virginiju Woolf najuspješniji tvorac romana toka svijesti. Krik i bijes je jedan od najambicioznijih modernističkih romana uopće te klasik američke književnosti. Nakon objavljivanja, uopće nije bio popularan te zasluženu kritičku pažnju stiče tek nakon objavljivanja sljedećeg piščevog djela Svetište 1931.
Radnja je, kao i u većini Faulknerovih romana, smještena u izmišljenom okrugu Yoknapatawpha. U središtu romana je obitelj Compson, bivši južnjački aristokrati koji se suočavaju sa svojim potpunim raspadom. 
Godine 1998. Moderna knjižnica ga je stavila na šesto mjesto na listi 100 najboljih romana na engleskom jeziku 20. stoljeća.

## Radnja

### 7. travnja 1928.
Prvi dio romana ispričan je iz perspektive tridesettrogodišnjeg mentalno zaostalog Benjamina Compsona kojeg se obitelj srami zbog njegovog autizma. Odjeljak je sastavljen od njegove struje svijesti koju karakterizira nelinearnost: on ne razlikuje prošlost i sadašnjost te su njegova sjećanja, koja obuhvaćaju razdoblje 1898-1928, isprepletena s događajima iz sadašnjosti. Faulkner je koristio kurzive da bi označio prijelaze iz jednog sloja sjećanja u drugi.
Benjy ima tri strasti: vatru, igralište za golf koje je nekoć pripadalo obitelji Compson i svoju sestru Caddy koja je jedina osoba koja pokazuje brigu za njega. No Caddy je, kako kasnije saznajemo, protjerana iz kuće Compsonovih nakon što se njezin suprug rastavio od nje jer je zatrudnjela s drugim muškarcem.
Radnja prvog dijela zbiva se na Veliku subotu, Benjaminov trideset i treći rođendan. Nalazi se na igralištu za golf zajedno s Lusterom, crnim dječakom koji pazi na nj. Poglavlje je sastavljeno isključivo od njegovih sjećanja. Najstarije sjećanje je iz 1898. godine: kada im je baka umrla, četvero djece Compsonovih prisiljeni su igrati se van tijekom pogreba. Da bi vidjela što se događa unutra Caddy se popela na stablo u dvorištu, a njena braća-Quentin, Jason i Benjy-primijetili su da joj je donje rublje prljavo. Ostala sjećanja u ovom dijelu su Benjaminova promjena imena, kraj afere njegovog ujaka Mauryja s gđom. Patterson, Caddyn gubitak nevinosti, njen brak i razvod, Benjyjeva kastracija te smrt njegova oca Jasona i brata Quentina.

### 2. lipnja 1910.
Drugi dio prati Quentina, najinteligentnijeg od Compsonovih. On je u potpunosti opsjednut moralnim padom svoje sestre Caddy. Kao i prvi dio, ovaj odjeljak je sastavljen od struje svijesti protagonista. Iako je ovdje prošlost razlučiva od sadašnjosti, struktura je također nelinearna pa se ovo poglavlje drži za najteže u knjizi. Quentin pati od teške depresije i na granici je ludila te je on još nepouzdaniji pripovjedač nego njegov brat Benjy.
Radnja se odvija zadnjeg dana Quentinova života. On je brucoš na Harvardu te vrijeme provodi lutajući ulicama Cambridgea. Razmišlja o nesposobnosti čovjeka da se odupre vremenu i prisjeća se obitelji, naročito oca alkoholičara i sestre Caddy. Ona je napuštena od sviju Compsona jer ju je ostavio muž, shvativši da dijete koje je nosila nije njegovo. Caddy je, naime, zatrudnjela s Daltonom Amesom kojeg Quentin prezire te se neuspješno pokušao obračunati s njim. Opsjednut je idejom južnjačkog viteštva te nevinosti koje njegov otac ne shvaća ozbiljno. Za razliku od njega, Quentin je zgrožen sestrinim promiskuitetom te bi želio preuzeti njene grijehe. Ocu govori da je počinio incest, pokušavajući ju opravdati, no on mu ne vjeruje. Ubija se, nesposoban da se nosi s nemoralom svijeta oko sebe.

### 6. travnja 1928.
Treći dio ispričan je iz perspektive Jasona, trećeg sina Compsonovih. Ovo poglavlje je ispričano u prvom licu konvencionalnom tehnikom pripovjedanja.
Radnja se odvije na Veliki petak, dan prije Benjaminova odjeljka. Prikazuje jedan dan u Jasonovu životu te daje sliku svakodnevice obitelji Compson. On uzdržava majku Caroline, brata Benjamina te Caddynu kćer koja se također zove Quentin. Jason je grub, ciničan te povrh svega sebičan i škrt. Novac što ga Caddy šalje kćeri uzima za sebe. Prezire Benjyja i Quentin s kojom se svakodnevno svađa. Za Benjamina se skrbi samo stara sluškinja Dilsey.

### 8. travnja 1928.
Ovaj dio karakterizira tradicionalni sveznajući pripovjedač u trećem licu. Radnja se odvija na Uskrs. Dilsey odvodi Benjamina u crnačku crkvu. Za to vrijeme Jason otkriva da je Quentin pobjegla s cirkusantom i uzela novac što joj ga je slala majka. Paralelno su prikazane misa te Jasonova neuspješna potjera. Roman završava tako što se Dilsey, Benjy, Luster i Jason kočijom vraćaju kući.